# 벡터 함수
벡터 함수(Vector function)는 점 {\displaystyle P}에서 다음과 같은 형태로 주어지는 함수를 말한다.
{\displaystyle v=v\left(P\right)=\left[v_{1}\left(P\right),v_{2}\left(P\right),v_{3}\left(P\right)\right]}
여기서 점 P는 정의역 내의 한 점으로, 실제 문제에 있어서 정의역은 3차원 공간, 곡면, 곡선 등으로 나타난다. 이 경우 벡터함수를 주어진 정의역(또는 곡면 또는 곡선)에서의 벡터장(vector field)이라 부른다.
데카르트 좌표 {\displaystyle x,y,z}를 이용하여 {\displaystyle v\left(P\right)}를 다음과 같이 표현할 수 있다.
{\displaystyle v\left(x,y,z\right)=\left[v_{1}\left(x,y,z\right),v_{2}\left(x,y,z\right),v_{3}\left(x,y,z\right)\right]}
벡터장의 각 성분의 표현은 좌표계의 선택에 의하여 달라질 수 있지만, 이에 대한 기하학적 또는 물리적인 의미는 주어진 점 {\displaystyle P}에만 의존하며, 선택한 데카르트 좌표와는 무관하다.

## 벡터함수의 도함수
다음 극한이 존재할 때, 벡터함수 {\displaystyle v\left(t\right)}를 점 t에서 미분가능하다고 한다.
{\displaystyle v'\left(t\right)={\underset {\Delta t\to 0}{\mathop {\lim } }}\,{\frac {v\left(t+\Delta t\right)-v\left(t\right)}{\Delta t}}}
이 벡터함수 {\displaystyle v'\left(t\right)}를 {\displaystyle v\left(t\right)}의 도함수라고 한다.
데카르트 좌표계를 사용하여 각 성분을 살펴보면 다음과 같다.
{\displaystyle v'\left(t\right)=\left[v_{1}'\left(t\right),v_{2}'\left(t\right),v_{3}'\left(t\right)\right]}
따라서 도함수 {\displaystyle v'\left(t\right)}는 각 성분을 따로따로 미분함으로써 구해진다.

## 벡터함수의 편도함수
2변수 또는 3변수를 갖는 벡터함수의 편도함수를 살펴보자. 벡터함수
{\displaystyle v=\left[v_{1},\,v_{2},\,v_{3}\right]=v_{1}i+v_{2}j+v_{3}k}
의 각 성분함수가 n개의 변수 {\displaystyle t_{0},\cdots ,t_{n}}에 대한 미분가능한 함수라고 가정하자. 이때, 변수 {\displaystyle t_{m}}에 관한 v의 편도함수(partial derivative) {\displaystyle \partial v/\partial t_{m}}는 다음과 같은 벡터함수로 정의된다.
{\displaystyle {\frac {\partial v}{\partial t_{m}}}={\frac {\partial v_{1}}{\partial t_{m}}}i+{\frac {\partial v_{2}}{\partial t_{m}}}j+{\frac {\partial v_{3}}{\partial t_{m}}}k}

## 참고 도서
- Kreyszig, Erwin (1999). 《Advanced Engineering Mathematics 8th ed.》. John Wiley & Sons, INC. ISBN 0-471-15496-2.

## 같이 보기
- 곡선
- 다가 함수